# Let's Dance
Let's Dance album je Davida Bowieja iz 1983. godine.

## Popis pjesama
Sve pjesme napisao je Bowie, osim "China Girl" (Bowie i Iggy Pop), "Criminal World" (Peter Godwin), te "Cat People (Putting Out Fire)" (Bowie i Giorgio Moroder), koja je bila naslovna pjesma filma Ljudi mačke. 
1. "Modern Love" - (4:46)
2. "China Girl" - (5:32)
3. "Let's Dance" - (7:38)
4. "Without You" - (3:08)
5. "Ricochet" - (5:14)
6. "Criminal World" - (4:25)
7. "Cat People" - (5:09)
8. "Shake It" - (3:49)

## Top ljestvice

### Album
| Godina | Ljestvica            | Pozicija |
| ------ | -------------------- | -------- |
| 1983.  | UK Top Albumi        | #1       |
| 1983.  | Billboard Pop Albumi | #4       |

### Singlovi
| Godina | Singl         | Ljestvica          | Pozicija |
| ------ | ------------- | ------------------ | -------- |
| 1983.  | "Let's Dance" | UK Top 50 Singlova | #1       |
| 1983.  | "Let's Dance" | Billboard Hot 100  | #1       |
| 1983.  | "China Girl"  | UK Top 50 Singlova | #2       |
| 1983.  | "China Girl"  | Billboard Hot 100  | #10      |

## Vanjske poveznice
- allmusic.com - Let's Dance